# Jeff Smith (Comiczeichner)

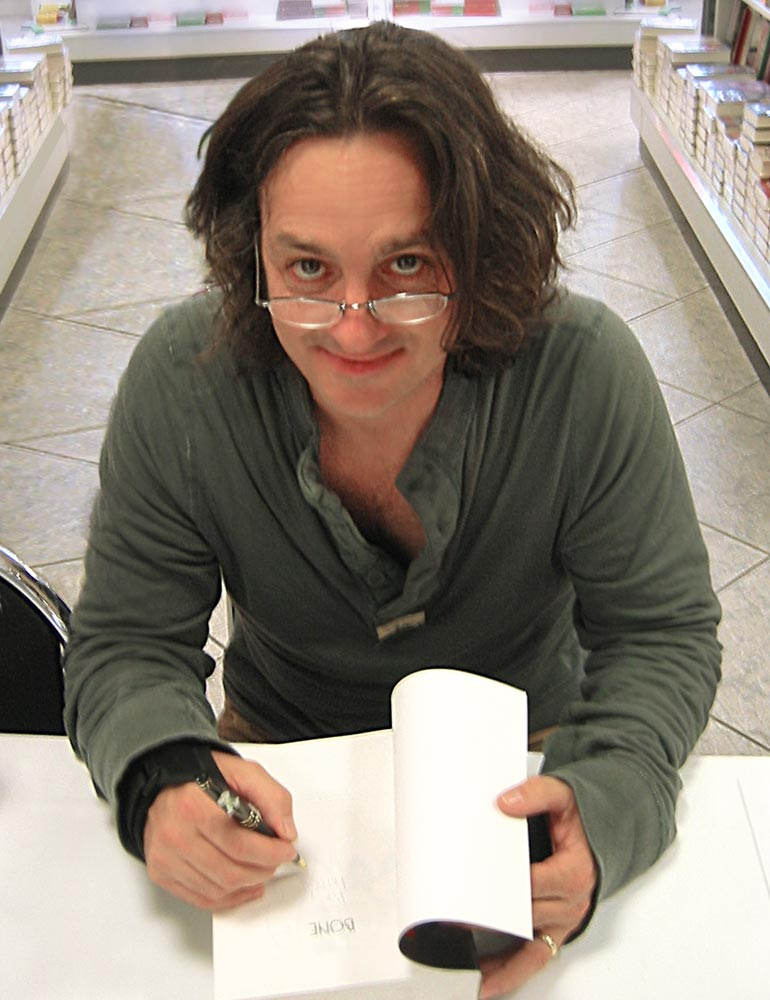
Jeff Smith, 10. Oktober 2006

Jeff Smith (* 1960 in McKees Rocks, Pennsylvania, USA) ist ein US-amerikanischer Comiczeichner und -verleger.
Smith ist der Schöpfer der Comicreihe Bone, die er seit 1991 in einer eigenen Heftreihe selbst veröffentlichte. Die Serie war ursprünglich für die Leinwand konzipiert. Für Bone erhielt er allein 1994 vier Eisner- und drei Harvey Awards.
Er fing mit Strips in College-Zeitungen und als Zeichner in einem Zeichentrickfilmstudio (Disney) an.
2007 erschien auf Englisch seine vierteilige Serie Shazam!: The Monster Society of Evil über die Wurzeln von Captain Marvel. Derzeit arbeitet er an RASL, einer rasanten Science-Fiction-Serie über einen Kunstdieb, der die Möglichkeit zu Dimensionssprüngen besitzt aber auch persönliche Probleme hat. Auf dem San Diego Comic-Con 2007 erschien eine sechsseitige Vorschau, die Serie startete 2008 im übergroßen Heftformat. Den 32-seitigen Comic für Kinder "Little Mouse Gets Ready" veröffentlichte Smith 2009 in der Reihe Toon Book.